# Động đất Sulawesi–Mindanao 1913
Động đất Sulawesi–Mindanao 1913 (tiếng Anh: 1913 Sulawesi–Mindanao earthquake) là trận động đất xảy ra vào lúc 16:45:45 (PST), ngày 14 tháng 3 năm 1913. Trận động đất có cường độ 7.9 richter, tâm chấn độ sâu khoảng 15 km2. Hậu quả trận động đất đã làm 138 người thiệt mạng.